# Perez Companc Family Group
Perez Companc Family Group es un holding familiar argentino que se reparte en tres rubros principales: alimentos, agro y energía. Tiene una fuerte presencia en el sector alimenticio, donde controlan Nobleza Gaucha (yerba mate), Molfino (leche), Nieto Senetiner (vinos), Don Vicente y Matarazzo (pastas), Cocinero, Lira y Patito (aceites), Good Mark (hamburguesas), Vieníssima (salchichas), Tres Cruces (fiambres) y Máximo (arroz). 

## Historia

### Comienzos
El grupo Pérez Companc surgió durante el primer gobierno peronista con actividades petroleras y financieras y luego se expandió al sector agropecuario, la industria, la construcción, la petroquímica y los servicios. A través de sus empresas controladas y/o vinculadas (Banco Río, Compañía Naviera Pérez Companc, SADE, Petrolera Pérez Companc, Águila Saint, Pesquera San Carlos, Electromecánica Argentina, Pesquera Santa Margarita, Inversora Patagónica, Alto Palermo y Sade, entre otras), el grupo se convirtió en la década de 1970 en uno de los grandes inversores por más de 900 millones de dólares.

### Década de 1980
En la década de 1980 muchas de las firmas del grupo se acogieron al proceso de estatización de la deuda externa privada vía seguros de cambio.
Su capital de trabajo surgió de los subsidios por promoción industrial a sus empresas Petrosur, Pasa y Petroquímica Cuyo, y de los sobreprecios que el Estado y varias empresas públicas pagaban a las contratistas del grupo, Sade y Pecom-Nec. En 1973 el grupo estaba formado por diez empresas, que se convirtieron en 53 al terminar la dictadura, en 84 al promediar la presidencia de Alfonsín y en 149 durante la primera presidencia de Menem.

### Década de 1990
En julio de 1997, cuando se constituyó con sus primeras inversiones en Brasil junto al banco Bozano-Simonsen, el Family Group era sólo una firma de financistas que se dedicaba a asesorar a la familia que encabeza Gregorio "Goyo" Pérez Companc. Al año siguiente, compró una pequeña parte de la láctea Molfino y la bodega Nieto Senetiner.
Desde 1998, tras la compra del 60% de Molinos Río de la Plata al grupo Bunge & Born, en 600 millones de dólares, empezó a volcarse al negocio alimentario. Siguió la compra de La Paulina y demás acciones de Molfino. El holding posee la heladería Munchi y se asoció con Nestlé para vender sus helados. A su vez, Los helados la impulsaron a concretar otra idea en la que, con la supervisión de su hijo Jorge, invirtió 3 años y 70 millones de dólares: Temaikèn, un parque de 34 hectáreas sobre la ruta 25 en Escobar.
En 1999 vendió su participación en Telecom.

### Décadas de 2000 y 2010
En el rubro energía poseen el 67% de Conuar, donde es socio de la Comisión Nacional de Energía Atómica que posee el 33% restante. La planta industrial se encuentra en Ezeiza, desde donde comercializa todos los productos destinados al mercado nuclear nacional e internacional. Fabrica pastillas de uranio, tanto natural como enriquecido, componentes estructurales con los que se conforman los combustibles para reactores nucleares.   La empresa quintuplicó su valor en la medida que se completaban obras como Embalse, Atucha y Atucha 2 y tiene ventas por unos $ 1000 millones. 
En 2010 "Goyo" Perez Companc se retira de la compañía, dejando sus empresas al holding familiar.

## Empresas en las que posee participación
- Molinos Río de la Plata (alimenticia)
- Molinos Agro (agronegocios)
- Pecom (energía)
- Edesur (Distrilec Inversora S.A. posee el 56,358% de las acciones, siendo el grupo Pérez Compac poseedor del 48,5% de las acciones de Distrilec)
- Goyaike (agroganadería)
- CONUAR (combustibles nucleares)

## Empresas vendidas
- Águila Saint a Arcor,
- Cementos San Martín a Loma Negra,

1997
- Banco Río a Santander por 694 millones USD,
- Alto Palermo y Hotel Intercontinental Buenos Aires por 183 millones USD,
- Porcentaje en Telefónica de Argentina por 800 millones USD.
- Central Termoeléctrica de Buenos Aires en 5 millones USD.
- PeComNec por 82 millones USD.

2014
- Sade por 95 millones USD,
- Metrogas por 75 millones USD,
- Proyecto Profertil por 60 millones USD,
- Área Petrolera Puesto Hernández por 26 millones USD.

2010
- YPF por 163 millones de USD,
- Telecom de Argentina 600 millones de USD.[11]

## Denuncias
Tras una denuncia de la AFIP por fraude fiscal de 300 millones de pesos, la titular del Juzgado Criminal y Correccional 1 de San Isidro, Sandra Arroyo Salgado, ordenó la inspección de una de las sedes que la firma tiene en la localidad de Victoria, en un centro de logística y distribución, y en las oficinas de una consultora internacional aparentemente vinculada a esa maniobra. En 2014 la Cámara Federal de San Martín confirmó el procesamiento de Jorge y Luis Pérez Companc y de María Carmen Sundblad, los hijos y la esposa de Gregorio Pérez Companc, quienes como integrantes del directorio de Molinos se valieron de facturación falsa de empresas sin capacidad operativa y económica para obtener un indebido reintegro de créditos fiscales en concepto de IVA por operaciones de exportación.